# Aeroporto di Comiso
Luchthaven Comiso (Italiaans: Aeroporto di Comiso) (IATA: CIY, ICAO: LICB) is een vliegveld op het Italiaanse eiland Sicilië. Het ligt 5 km ten noorden van de stad Comiso, en op 15 km van de stad Ragusa. De luchthaven was eerst een militair vliegveld, maar is tussen 2005 en 2008 omgebouwd voor civiel gebruik. Comiso Airport heeft 1 start- en landingsbaan met een lengte van 2460 meter.

## Geschiedenis
De plek waar de luchthaven zich bevindt, werd al in 1934 door het toenmalige fascistische bewind aangewezen als locatie voor een luchtmachtbasis, maar de werken begonnen pas in 1935 en waren voltooid in 1939. Het vliegveld is vernoemd naar generaal Vincenzo Magliocco uit Palermo die gedurende de Ethiopische oorlog in 1936 met een speer gedood werd. Tijdens de Tweede Wereldoorlog is het vliegveld meermaals gebombardeerd en zwaar beschadigd tijdens Operatie Husky, de geallieerde invasie van Sicilië.
Na de oorlog werd het vliegveld herbouwd en uitgerust met een 1740 meter lange landingsbaan, die ook open was voor de burgerluchtvaart.

### NAVO-basis
Tussen 1983 en 1991 was Comiso de grootste NAVO-basis in Zuid-Europa. Er waren in die dagen 112 nucleaire kruisraketten gestationeerd, en was het een favoriete kampeerplaats voor de pacifistische beweging.

## Ontwikkeling burgerluchthaven
In het kader van de regionale ontwikkeling van Zuid-Italië en het vertrek van de NAVO werd de luchthaven tussen 2004 en 2008 gereactiveerd; er is een nieuwe landingsbaan met drie snelle afslagen (B1, B2 en B3) die toegang geven naar een naastgelegen, 38 meter brede taxibaan. De luchthaven is uitgerust met een ILS, alsook een nieuwe 19 meter hoge verkeerstoren. De autoriteiten onderhandelen met verschillende maatschappijen over het openen van nieuwe routes.